# ヒマラヤユキノシタ
ヒマラヤユキノシタ（Bergenia stracheyi）はユキノシタ科ヒマラヤユキノシタ属の植物で、園芸用に栽培される。
ヒマラヤ山脈周辺（アフガニスタンから中国にかけて）の原産。
常緑多年草で、葉は長さ10-20cm、幅10cmほどのキャベツに似た形で、らせん状に茎につきロゼットをつくる。桃色の花が春に多数、集散花序をなして咲き美しい。耐寒性が高く育てやすい。

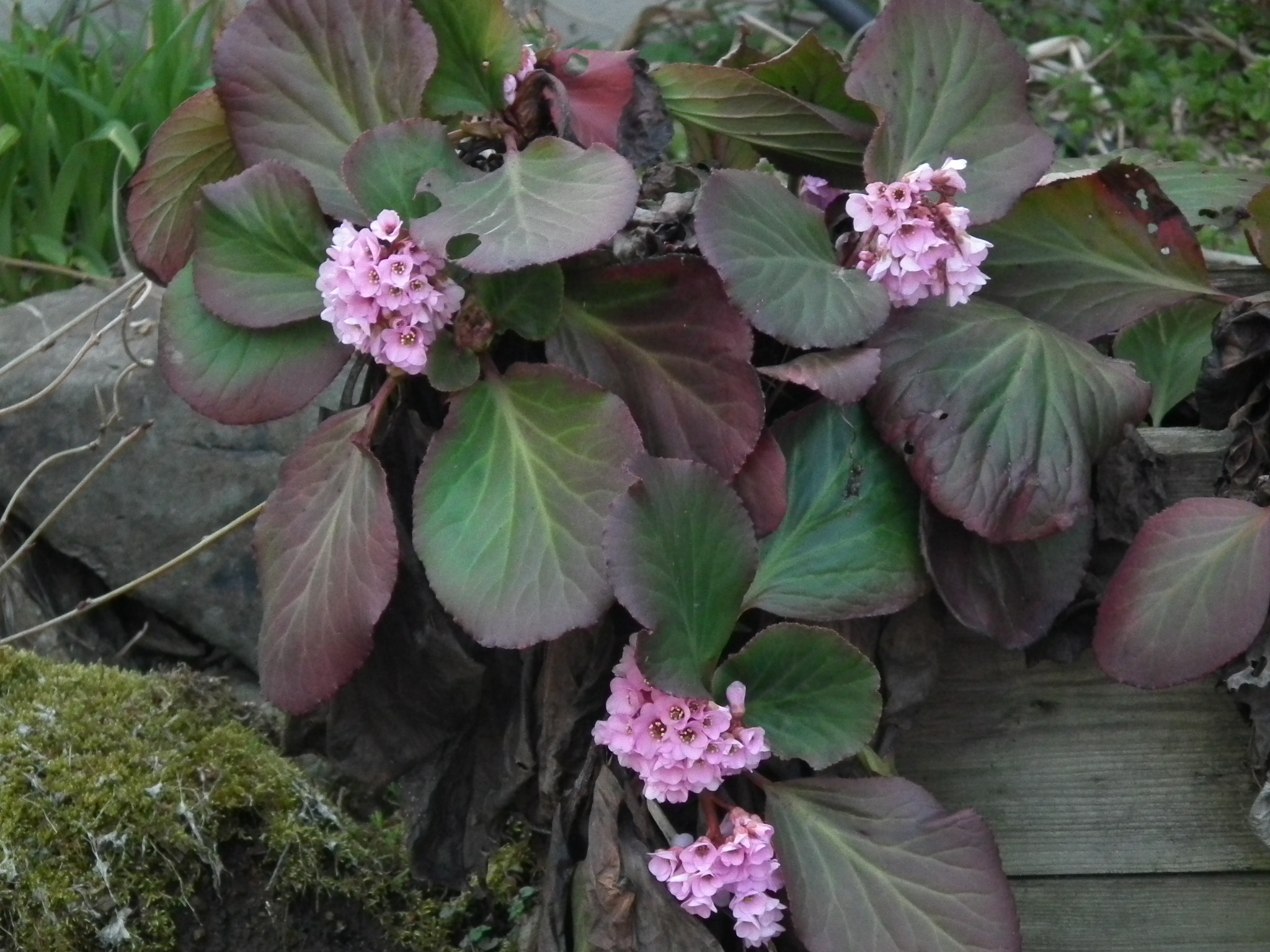
2010年3月27日

ヒマラヤユキノシタ属には10種（および種間雑種）があり、これらもヒマラヤユキノシタの名で栽培される。